# Eulophia acutilabra
Eulophia acutilabra är en orkidéart som beskrevs av Victor Samuel Summerhayes. Eulophia acutilabra ingår i släktet Eulophia och familjen orkidéer. Inga underarter finns listade i Catalogue of Life.